# Cyklar (revy)
Cyklar är en revy av Galenskaparna och After Shave som hade premiär på Lisebergsteatern i Göteborg den 20 april 1985. 
Cyklar var en hyllning till den mänskliga faktorn. Gud började med en ny skapelse och en ny Adam, därefter gick tiden i rasande fart via Hamlet rakt in i framtiden. Den kanske mest kända sketchen är Herrboutiqen där Peter Rangmar och Per Fritzell spelar hippa, rosaklädda försäljare som nästan skrattar ihjäl sig åt den töntige Jolo, gestaltad av Jan Rippe, som vill köpa en beige banlonpolo och ett par terylenbyxor med pressveck. Ett annat välkänt nummer är Claes Erikssons Jacques Brel-parodi Under en filt i Madrid.
Cyklar blev en stor framgång med 81 föreställningar i Göteborg. Vårvintern 1986 rullade revyn vidare på Intiman i Stockholm där den spelades ytterligare 89 gånger.
Förutom Grisen i säcken och Stinsen brinner är Cyklar den största teatersuccén som Galenskaparna och After Shave har haft genom åren. Under de 81 föreställningarna man spelade i Göteborg var det endast fyra biljetter som inte såldes.
Revyn Cyklar spelades in för TV under gästspelet på Intiman och visades i julhelgen 1987, den finns även utgiven på LP/CD-skiva och DVD.